# Epidendrum neolehmannia
Epidendrum neolehmannia är en orkidéart som beskrevs av Rudolf Schlechter. Epidendrum neolehmannia ingår i släktet Epidendrum och familjen orkidéer.
Artens utbredningsområde är Ecuador. Inga underarter finns listade i Catalogue of Life.